# 理境院
理境院（りきょういん）は、東京都大田区池上にある、日蓮宗の寺院。山号は妙祐山。池上本門寺の子院、本行寺・照栄院と共に池上三院家のひとつ。池上・芳師法縁。

## 概要
九老僧（朗門の九鳳）のひとり、日輪が自身の住坊として開創した庵室である久成院が起源。開創年代は鎌倉時代末の元亨年間という。その後、江戸時代の延宝年間に現在の名称に改称する。

## 歴史
- 1321年（元亨元年）日朗の弟子・日輪が庵室として創建する。
- 1673年（延宝元年）檀越・長澤氏の寄進により堂宇を整備し理境院と改称する[1]。
- 1867年（慶応3年）官軍参謀・西郷隆盛が宿舎に利用する。
- 1878年（明治11年）本堂が池上小学校の校舎に利用される。

## 交通アクセス
- 東急池上線 池上駅から徒歩8分（経路案内）。
- 都営地下鉄浅草線 西馬込駅南口から徒歩15分（経路案内）。

## 参考資料
- 日蓮宗寺院大鑑編集委員会『宗祖第七百遠忌記念出版 日蓮宗寺院大鑑』大本山池上本門寺 (1981年)
- 「小さな旅池上の寺めぐり」池上朗師講　平成14年
- 「池上村 理境院」『新編武蔵風土記稿』 巻ノ45荏原郡ノ7、内務省地理局、1884年6月。NDLJP:763981/80。